# Tarocystis responsivus
Tarocystis responsivus är en snäckart som först beskrevs av Hedley 1912.  Tarocystis responsivus ingår i släktet Tarocystis och familjen Helicarionidae. Inga underarter finns listade i Catalogue of Life.